# Hero (Enrique Iglesias)
"Hero" is een hitsingle van zanger Enrique Iglesias, afkomstig van zijn album Escape. 
Mede door de nasleep van de aanslag op 11 september in Amerika wordt de single een hit en treedt Iglesias hiermee live op tijdens het benefietconcert America: A Tribute to Heroes, dat tien dagen na de ramp vanuit een geheime locatie in New York wordt uitgezonden.

## NPO Radio 2 Top 2000
Tussen 2009 en 2018 was het een vast terugkerende hit in de eindejaarslijst van de Top 2000.

| Nummer met noteringen in de NPO Radio 2 Top 2000 | '09  | '10  | '11  | '12  | '13  | '14  | '15  | '16  | '17  | '18  |
| ------------------------------------------------ | ---- | ---- | ---- | ---- | ---- | ---- | ---- | ---- | ---- | ---- |
| Hero                                             | 1113 | 1213 | 1129 | 1476 | 1540 | 1563 | 1305 | 1793 | 1931 | 1816 |

1. ↑  Een vetgedrukt getal geeft de hoogste notering aan.
2. ↑  2009 was het eerste jaar met een notering voor dit nummer.
3. ↑  Deze tabel is bijgewerkt tot en met de laatste editie (2024).